# 滝山寺鬼まつり
滝山寺鬼まつり（たきさんじ おにまつり）は、愛知県岡崎市滝町で行われている火祭り。

## 概要
鎌倉時代から800年続く、天下泰平と五穀豊穣を祈る祭りである。火祭りに3匹の鬼面が登場することから、一般的に「鬼祭り」と呼ばれる。重要文化財である滝山寺本堂に巨大な松明を30数本持ち込むことから天下の奇祭とも称される。
1954年（昭和29年）に愛知県の無形民俗文化財に指定された。その後、2025年（令和7年）には「瀧山寺鬼祭り」として国の重要無形民俗文化財に指定され、愛知県の指定は解除されている。経過については以下のとおり。
| 指定 | 種別               | 名称         | 指定日        | 指定解除日    | 出典                 |
| ---- | ------------------ | ------------ | ------------- | ------------- | -------------------- |
| 県   | 無形民俗文化財     | 滝山寺鬼祭り | 1954年3月12日 | 2025年3月28日 | [ 5 ] [ 6 ] [ 注 1 ] |
| 国   | 重要無形民俗文化財 | 瀧山寺鬼祭り | 2025年3月28日 | -             | [ 1 ] [ 7 ]          |

## 歴史
起源は鎌倉時代、源頼朝の祈願に始まると伝えられている。室町時代に一時廃絶。祖父徳川家康に対し畏敬の念が強かった徳川家光は寛永18年（1641年）9月17日、滝山寺に対し朱印地412石を与えた。正保3年（1646年）10月18日には家光の命により滝山東照宮が創建され、さらに正保4年（1647年）、家光は学頭の青龍院亮盛に、毎年滝山寺において天下泰平の祈願をするよう命じた。以後、鬼まつりは徳川幕府の行事として盛大に行われるようになった。
明治維新後、徳川幕府の庇護を失い、神仏分離が影響して1873年（明治6年）に休止となるも、1888年（明治21年）、滝村の地元住民らが費用を捻出するなどして復活した。火祭りで登場する3つの鬼の面は室町時代前半期の作とされている。
1944年（昭和19年）と1945年（昭和20年）は灯火管制のため中止された。1969年（昭和44年）も、滝山寺本堂の屋根替え（檜皮葺）が同年1月中旬から始まったため中止となった。
2017年（平成29年）は2月11日に開催。
2021年（令和3年）、2022年（令和4年）は、新型コロナウイルス感染対策で一般観覧を中止し、関係者のみで行った。
2023年（令和5年）は2月11日に開催。3年ぶりに一般観覧者を受け入れた。

## ギャラリー
- 岡崎市滝町の滝山寺
- 1932年（昭和7年）頃の滝山寺鬼まつり
- 当日15時。滝山寺三門から行列が出立。
- 大松明・十二人衆行列
- 冠面者（かんめんじゃ）が身につける祖父面、祖母面、孫面
- 祖父面、祖母面、孫面。祖父面をかぶっているのはカクキューの第17代の早川久右衞門。岡崎趣味会の関係者らが岡崎公園内で撮影（1922年）

## 祭りの内容
祭り当日の行事は、（1）大松明・十二人衆行列、（2）仏前法要、（3）鬼塚供養、（4）庭祭り、（5）火祭りに大別される。庭祭りは田遊び祭りとも呼ばれ、田楽の一種である。
もともとは旧正月元旦から始まる修正会（しゅしょうえ）の結願日に当たる旧正月7日の晩に行われてきたが、現在は旧正月7日に近い土曜日に行われている。
現地に一般参詣者用の駐車場はないため、当日は真伝町の岡崎市龍北総合運動場に臨時駐車場が設けられる。同運動場から滝山寺まで名鉄バスの有料シャトルバスが運行。また、名鉄名古屋本線・東岡崎駅から滝山寺までの臨時バスも増発される。

### 準備
鬼まつりの中心となる十二人衆は「庭祭り」用の大松明を作成する。大松明に使われる竹は丹坂町から調達する。その他の松明は十二人衆が所有する山の竹やぶから調達され、滝山寺鬼まつり保存会の会員が中心となって作成する。松明作りは滝山寺三門近くの広場で行われる。
当日の1週間から10日ほど前に主役の3人の冠面者（かんめんじゃ）の発表がなされる。近年、祖父面と祖母面は地元の成人男性から、孫面は地元の常磐小学校の男子児童から選ばれている。冠面者は祭りまでの7日間、斎戒沐浴して別室で起居し、四足動物の肉を口にしないなどの戒律がある。炊事なども男の手によってなされる。
地元の常磐中学校の生徒は、鬼の顔をかたどった土鈴を製作し、滝山寺の節分会と鬼まつりで販売する伝統がある（収益はユニセフに募金）。

### 当日
15時、「大松明・十二人衆行列」開始。滝山寺三門から本堂に向かい出立。行列には冠面者や十二人衆、住職等が参列する。この時、「滝山寺鬼まつりの唄」が歌われ、町に祭りの始まりを告げる。青木川沿いに行列は進み、唄の合間や道中休憩後の出立時にはほら貝が鳴らされる。行列が本坊へ到着すると、十二人衆は精進料理の饗応を受ける。現在、この料理は祭りの見学者にも供されている（要予約）。饗応の後、鐘楼の鐘と拍子木の音が十二人衆の本堂への登山を知らせる。
17時、「仏前法要」開始。
18時20分、十二人衆は、滝山東照宮と日吉山王社で長刀（なぎなた）御礼振り等、様々な所作を行う。
18時30分、法要の途中、本堂西側にある鬼塚の前で住職による「鬼塚供養」（豆まき）が行われる。2016年（平成28年）2月13日の鬼まつりは、この豆まきに徳川宗家当主、徳川恒孝が参加した。
19時、「庭祭り」開始。十二人衆の中でも上役に位置する東次郎と西次郎が長刀御礼振りで悪魔を払った後、同じくコツボネ、福太郎が鍬を担いで登場する。ここで田遊びの所作が演じられる。内容は田打ち・代かき・苗代作り・種まき・田植えなどの農作業の様子である。太鼓の音に合わせて十二人衆によって、この祭り独自の田植え歌が披露される。
19時45分頃、「火祭り」開始。滝山寺の内陣では半鐘、双盤、太鼓が連打され、ほら貝が吹き鳴らされる。この音と共に燃え盛る大松明を持った男達と祖父面・祖母面・孫面を被った3鬼が本堂の外陣と回廊を駆け巡る。孫面の鬼は、初めは右手にまさかり、左手に松明を持って登場するが、途中から豊作を意味する丸餅を持って現れる。大松明を持ち走る人々、鳴り響く音、炎の熱気に包まれ、祭りは最高潮を迎える。大役の拍子木とともに火が消され、一斉の音と光が止む。